# Proyecto de reanálisis de huracanes atlánticos

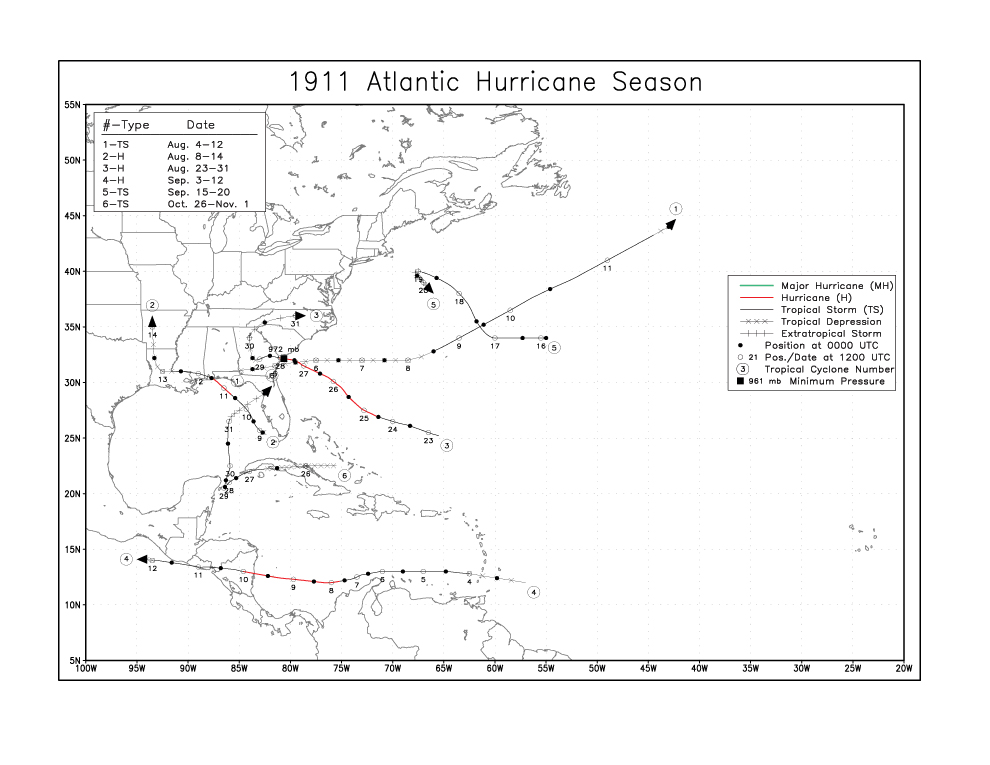
Reanálisis de la temporada de huracanes de 1911 en el Atlántico

El proyecto de reanálisis de huracanes atlánticos de la Administración Nacional Oceánica y Atmosférica pretende corregir y añadir nueva información sobre los huracanes pasados del Atlántico Norte. Se inició en torno al año 2000 para actualizar la base de datos de huracanes del Atlántico Norte (HURDAT), la base de datos oficial de huracanes de la cuenca atlántica, que ha quedado desfasada desde su creación debido a diversos errores sistemáticos introducidos en la base de datos a lo largo del tiempo. Este esfuerzo ha implicado reanálisis de observaciones de buques del Conjunto Internacional Integrado de Datos Oceánicos y Atmosféricos (ICOADS), así como reanálisis realizados por otros investigadores a lo largo de los años. El proyecto está en curso desde 2024.

## Inexactitudes y omisiones en los datos existentes

### Errores

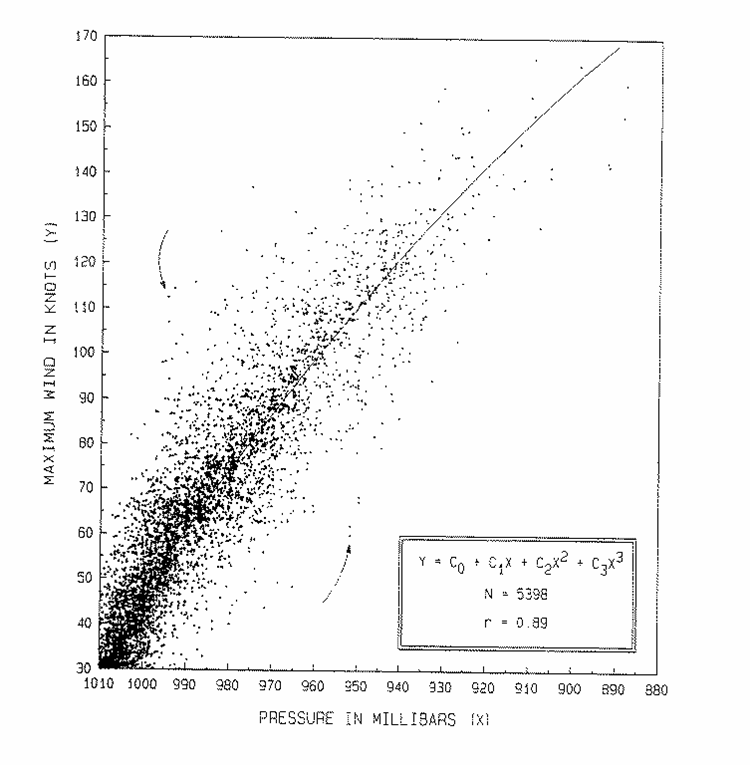
Las flechas señalan las tormentas con relaciones viento/presión poco probables en HURDAT

HURDAT contiene una serie de errores que deben corregirse, como demuestran los valores atípicos en el gráfico de presión frente a velocidad del viento de los puntos de datos de la base de datos (derecha). Algunos de estos errores han existido desde la creación de la base de datos durante el Programa Apolo de la NASA, donde se utilizó para ayudar a producir probabilidades de vientos inducidos por ciclones tropicales en áreas críticas como Cabo Kennedy (ahora Cabo Cañaveral).

### Nueva información
Tras un importante reanálisis de toda la cuenca en 1996, un proyecto dirigido por José Fernández-Paratagas con la colaboración de Henry Díaz, se dispuso de una cantidad significativa de nuevos datos sobre los sistemas entre 1851 y 1886. Los nuevos datos se construyeron a partir de antiguos artículos de prensa y de las series de mapas meteorológicos hemisféricos. En la década de 1990 también se habían construido historiales de huracanes para estados individuales, lo que propuso nuevas tormentas y aumentó el conocimiento de los ciclones tropicales que ya figuraban en la base de datos. Debido a esta profusión de información relevante no incluida en HURDAT, y a la evolución de las definiciones de los ciclones tropicales y subtropicales a lo largo de las décadas, el proyecto se inició en torno al año 2000 para actualizar la base de datos oficial. Desde entonces, se ha utilizado el Conjunto Internacional Integrado de Datos Oceánicos y Atmosféricos para comprobar los informes de barcos más antiguos que no se utilizaban ni estaban a disposición de los investigadores anteriores.

### Conjunto de datos incompleto
Ya en 1957 se reconoció que la tendencia al aumento del número de ciclones tropicales cada temporada en la cuenca atlántica estaba ligada, al menos en parte, al aumento de las observaciones y a la mejora de los registros. Analizando la densidad de las huellas de los barcos a lo largo del tiempo, se ha calculado que entre 1900 y 1966 faltan en HURDAT una media de dos tormentas al año. Esto se debe principalmente a la falta de imágenes por satélite y de aviones de reconocimiento antes de 1943. Es probable que faltara una tormenta más al año antes de la llegada de las nuevas tecnologías. Estas tecnologías incluyen los vientos Quikscat obtenidos por satélite, la información del perfil de temperatura obtenida por satélite y los diagramas espaciales de fase ciclónica de Robert Hart, que han permitido aumentar recientemente la detección de ciclones tropicales. Quikscat fue lanzado en 1999, y se le atribuye el mérito de haber permitido nombrar a Chantal durante la temporada de huracanes atlánticos de 2007. Los dos últimos ayudan a determinar si una zona de bajas presiones es o no un ciclón extratropical, un ciclón subtropical o un ciclón tropical.
Christopher Landsea señaló que los esfuerzos para volver a analizar la base de datos de huracanes del Atlántico:
No podrán recuperar observaciones de ciclones tropicales en mar abierto que simplemente nunca se tomaron. Los investigadores no pueden dar por sentado que la base de datos de ciclones tropicales del Atlántico presente una descripción completa de la frecuencia de los fenómenos antes de la llegada de las imágenes por satélite a mediados de la década de 1960. Además, las nuevas herramientas y técnicas avanzadas también están contribuyendo al seguimiento de aproximadamente un ciclón tropical atlántico más al año desde 2002. Así pues, las grandes «tendencias» a largo plazo en la frecuencia de los ciclones tropicales son principalmente manifestaciones de una mayor capacidad de vigilancia y probablemente no están relacionadas con ningún cambio real en el clima en el que se desarrollan.
El informe del IPCC de 2007 señalaba sobre los conjuntos de datos más antiguos: «El registro histórico suele registrar la presión central y los vientos máximos, pero estos resultan no ser físicamente coherentes en los registros más antiguos, principalmente antes de principios de la década de 1970.Sin embargo, los intentos de ajustes mutuos dan lugar a aumentos en algunos años y descensos en otros, con escaso efecto sobre las tendencias generales. Sin embargo, los científicos también señalan que no se informa de muchas tormentas, sobre todo de las que no tocan tierra o permanecen en mar abierto. No obstante, los estudios emergentes de los indicadores geológicos en paleotempestología pueden ayudar a sacar a la luz más tendencias, por ejemplo evaluando los indicadores sedimentarios de las mareas de tempestad.

## Progreso

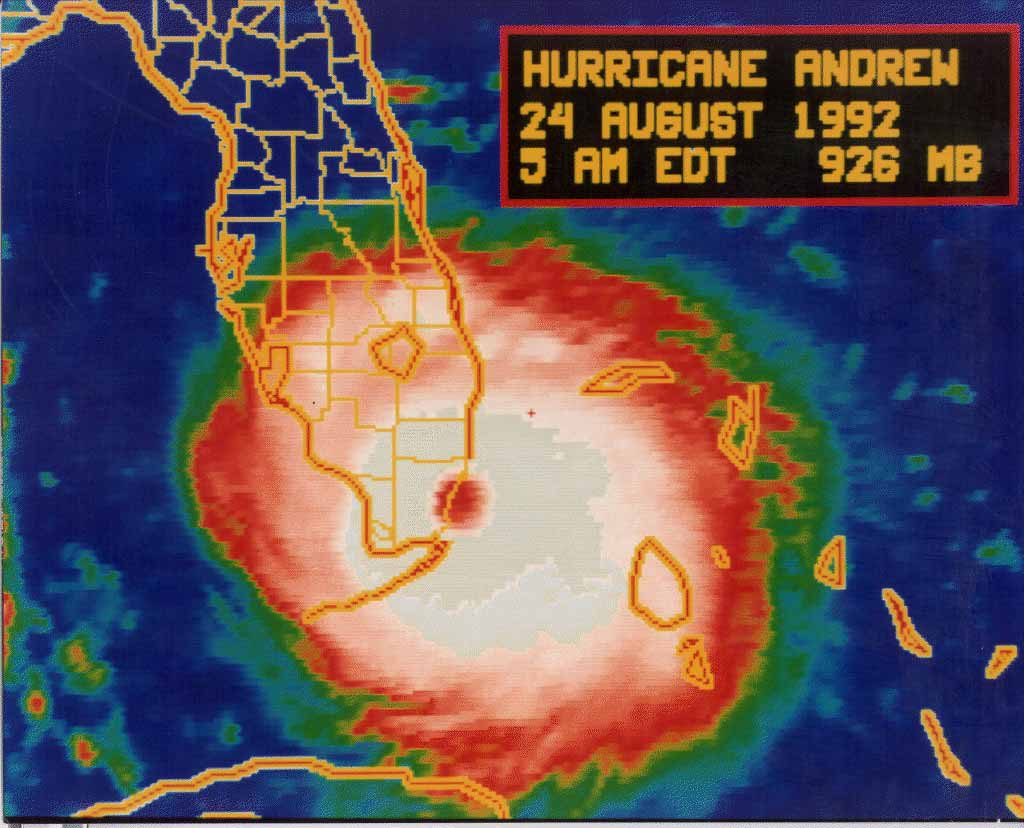
El huracán Andrew sobrevuela el sur de Florida como huracán de categoría 5

El proyecto clasifica el año 1914 como la temporada de huracanes más tranquila de la historia en la cuenca atlántica, con una sola tormenta tropical. En la actualidad, el proyecto ha vuelto a analizar las tormentas del periodo comprendido entre 1886 y 1970, revisándose en enero de 2022 el periodo 1965-1970, y ha ampliado HURDAT hasta 1851. En 2001, se añadieron a la base de datos oficial los datos de los años 1851-1885 procedentes de la serie de publicaciones Fernández-Partagás. Además, se celebró una conferencia de paleotempestología en la Universidad de Carolina del Sur en la que se propuso ampliar el ámbito de HURDAT del año de inicio 1851 al 1800. La conferencia también debatió formas de intercambiar información para la inclusión de ciclones tropicales más antiguos, como a través de un disco compacto o un sitio web al estilo de Wikipedia. Aunque el reanálisis ha procedido en su mayoría de forma secuencial, se han hecho notables excepciones para el reanálisis de algunos ciclones tropicales significativos. En 2002, para el décimo aniversario del huracán Andrew, se completó el reanálisis del huracán, que ascendió a huracán de categoría 5. En 2014, un reanálisis similar se llevó a cabo para el huracán Andrew. En 2014, se completó un reanálisis similar para el huracán Camille. En 2022, el Gran Huracán Atlántico de 1944 también se elevó a categoría 5.
El trabajo de Michael Chenoweth, en colaboración con Cary Mock, aumentó el conocimiento de los ciclones tropicales en el Mar Caribe entre 1750 y 1786. En 2006, Chenoweth completó y publicó una reevaluación de toda la cuenca para el material de fuentes antiguas del período de 1700 a 1855 mediante el uso de observaciones meteorológicas de superficie principalmente en forma de informes de barcos, periódicos y varios diarios y diarios de la región alrededor del Mar Caribe. En 2014, Michael Chenoweth y Dmitry Divine completaron y publicaron también una reevaluación de toda la cuenca atlántica para el periodo 1851-1898.

### Esfuerzos futuros en otras cuencas

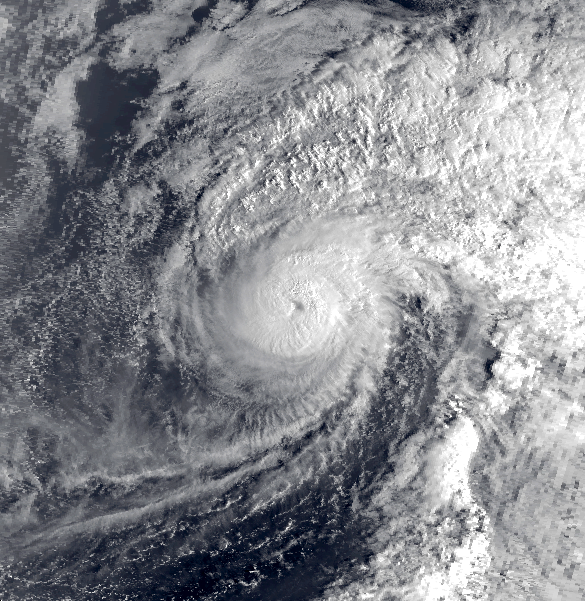
Tifón Freda, en la base de datos del Centro Conjunto de Advertencia de Tifones como 100 nudos (190 km/h) mientras que las estimaciones de Dvorak eran de 115 nudos (213 km/h).

En los círculos de ciclones tropicales se está de acuerdo en realizar un reanálisis «al estilo atlántico» para otras cuencas oceánicas. Se están realizando esfuerzos para iniciar reanálisis similares en el Pacífico noroccidental y oriental, pero es probable que se tarde más en completarlos. Esto se debe a la necesidad de coordinación entre los múltiples Centros Meteorológicos Regionales Especializados, que tienen la responsabilidad de rastrear y pronosticar los ciclones tropicales a través de ese océano. Durante febrero de 2016, el NHC publicó el reanálisis del huracán de México de 1959, que fue el primer sistema fuera de la cuenca del Atlántico en ser reevaluado utilizando métodos desarrollados para el proceso de reanálisis del Atlántico.